# Renzo Ranuzzi
Renzo Ranuzzi (Bologna, 14 luglio 1924 – Bologna, 16 marzo 2014) è stato un cestista e allenatore di pallacanestro italiano.

## Palmarès

### Giocatore
- Campionato italiano: 3

Virtus Bologna: 1946-47, 1947-48, 1948-49